# RNC
Контро́лер радіомере́жі або RNC (ар-ен-сі, англ. Radio Network Controller) — керуючий елемент в UMTS мережі радіодоступу (UTRAN), контролюючий підключені до нього базові станції Node B. RNC здійснює функції управління радіо ресурсами, деякі функції з управління мобільністю, а також RNC здійснює шифрування або розшифрування даних користувача, що приймаються, чи з мобільного телефону користувача. RNC з'єднується з опорною мережею комутації каналів (англ. Circuit Switched Core Network (CSCN)) за допомогою MGW, а також з опорною мережею комутації пакетів (англ. Packet Switched Core Network (PSCN)) за допомогою SGSN.

## Інтерфейси
Логічне з'єднання між елементами мережі називається інтерфейсом. Інтерфейси між RNC та іншими елементами UMTS мережі позначаються буквами Iu:
- Інтерфейс між RNC і опорною мережею комутації каналів (CSCN) — Iu-CS.
- Інтерфейс між RNC і опорною мережею комутації пакетів (PSCN) — Iu-PS.
- Інтерфейс між RNC і однієї базової станцією Node B — Iub.
- Інтерфейс між двома RNC в одній мережі — Iur.

Інтерфейси Iu передають як користувача трафік (голос або дані), так і трафік управління і сигналізації (див. розділ Протоколи). Iur інтерфейс в основному необхідний для реалізації "м'якого" хендовера за участю двох RNC, хоча і не є обов'язковим, тому відсутність Iur інтерфейсу між двома RNC дозволить виробити хендовер (в даному випадку "жорсткий" хендовер).
Декілька логічних інтерфейсів можуть бути мультиплексовані в одну фізичну лінію передачі. Фактична реалізація інтерфейсів залежить від фізичної і логічної топології мережі.

## Протоколи
Сумарно всі протоколи, що проходять через інтерфейси Iu дозволяють передавати як дані користувача, так і дані управління і сигналізації. Протоколи, що передають дані користувача, відносять до так званої площини користувача, а протоколи, необхідні для управління і сигналізації — до площини управління.
До протоколів площини управління відносять:
- Протокол сигналізації, необхідний для управління базовою станцією Node B на RNC називається NBAP (англ. Node B Application Part). Протокол NBAP підрозділяється на загальний (C-NBAP, англ. Common NBAP) і виділений (D-NBAP, англ. Dedicated NBAP). C-NBAP контролює загальну функціональність базової станції Node B, а D-NBAP контролює функціональність окремих сот і секторів базової станції Node B. Протокол NBAP передається через інтерфейс Iub. Для обробки загальних і виділених процедур протокол NBAP розділений на два порти: NodeB Control Port (NCC), що обробляє загальні процедури NBAP, і Communication Control Port (CCP), що обробляє виділені процедури NBAP.
- Протокол управління транспортним рівнем називається ALCAP (англ. Access Link Control Application Protocol). Основною функцією ALCAP є мультиплексування декількох каналів користувачів в один транспортний канал AAL2 на основі ідентифікаторів каналів CID (англ. channel ID). Протокол ALCAP передається через інтерфейси Iub і Iu-CS.
- Протокол сигналізації, що відповідає за зв'язок RNC і опорної мережі називається RANAP (англ. Radio Access Network Application Part). Протокол RANAP передається через інтерфейси Iu-CS і Iu-PS.
- Протокол сигналізації, що відповідає за зв'язок між кількома RNC називається RNSAP (англ. Radio Network Subsystem Application Part). Протокол RNSAP передається через інтерфейс Iur.

## Ролі RNC в мережі
По відношенню до клієнтського пристрою UE у разі "м'якого" хендовера RNC може грати дві різні ролі:
- D-RNC (англ. Drift RNC).
- S-RNC (англ. Serving RNC).

Так само RNC може грати третю роль в залежності від того, наскільки близько клієнтський пристрій UE знаходиться до базової станції Node B:
- C-RNC (англ. Controlling RNC).

Один RNC може виконувати кілька ролей одночасно.